# St. Marien (Kamenz)

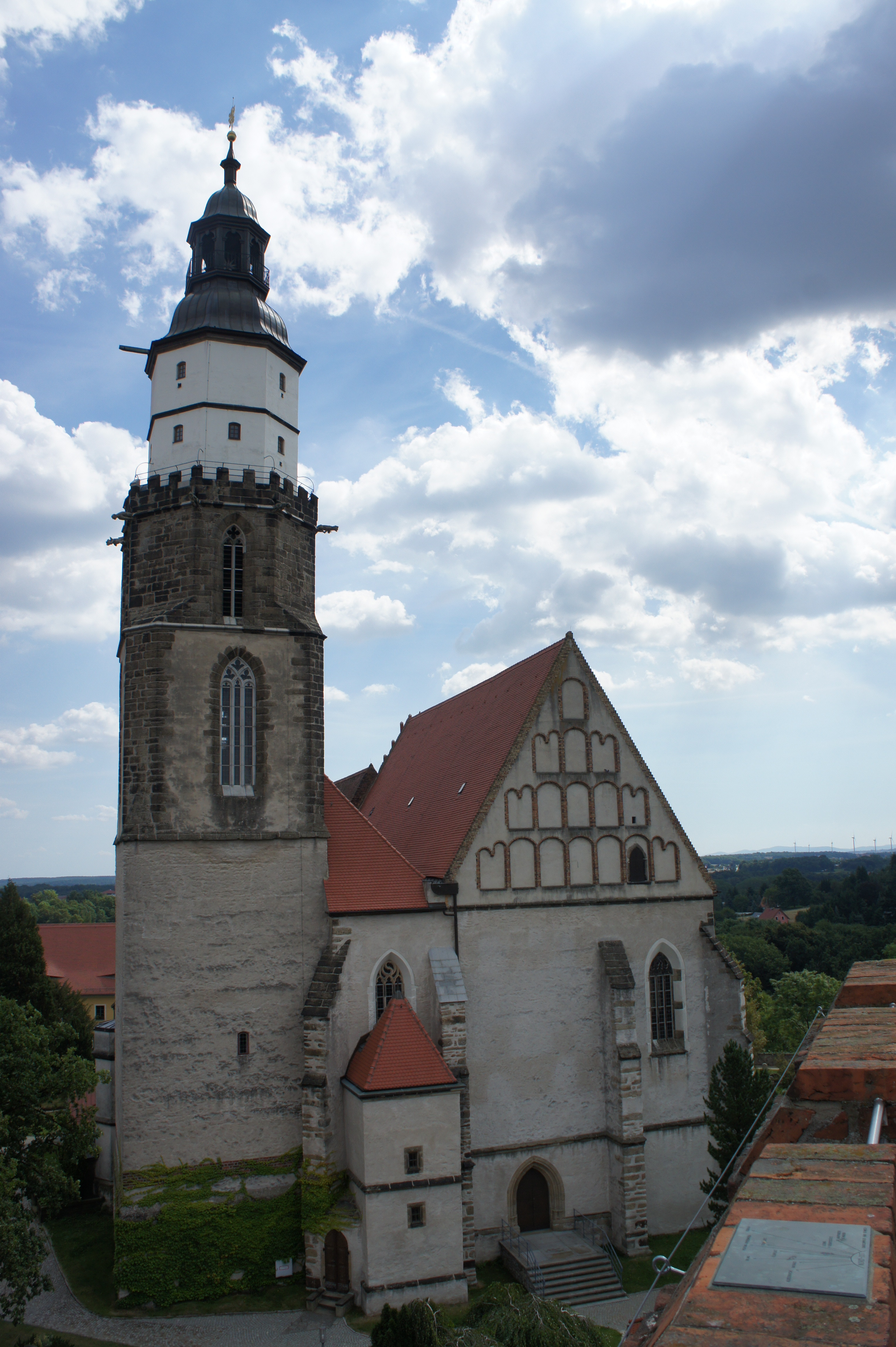
Hauptkirche St. Marien Kamenz

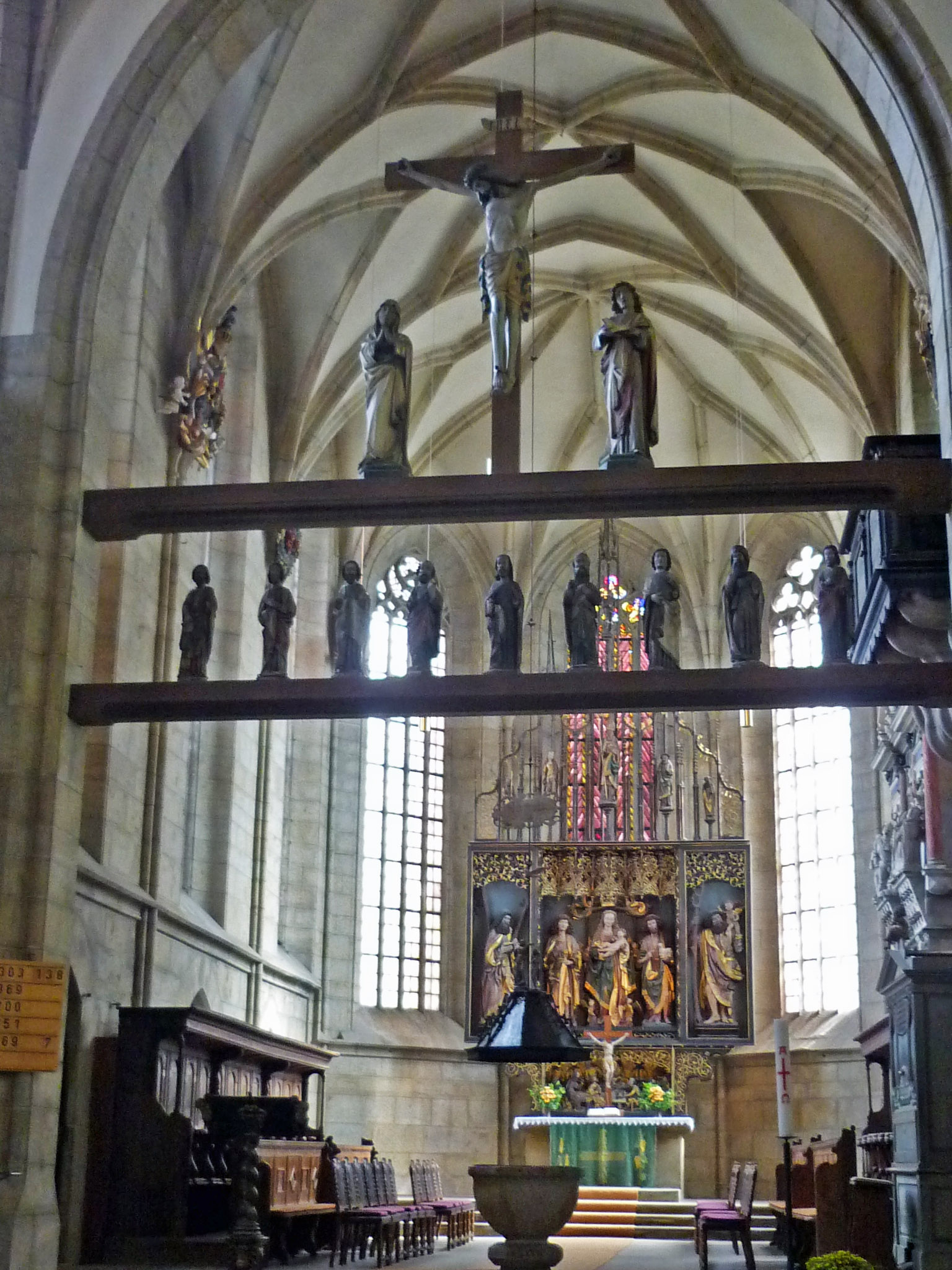
Chor

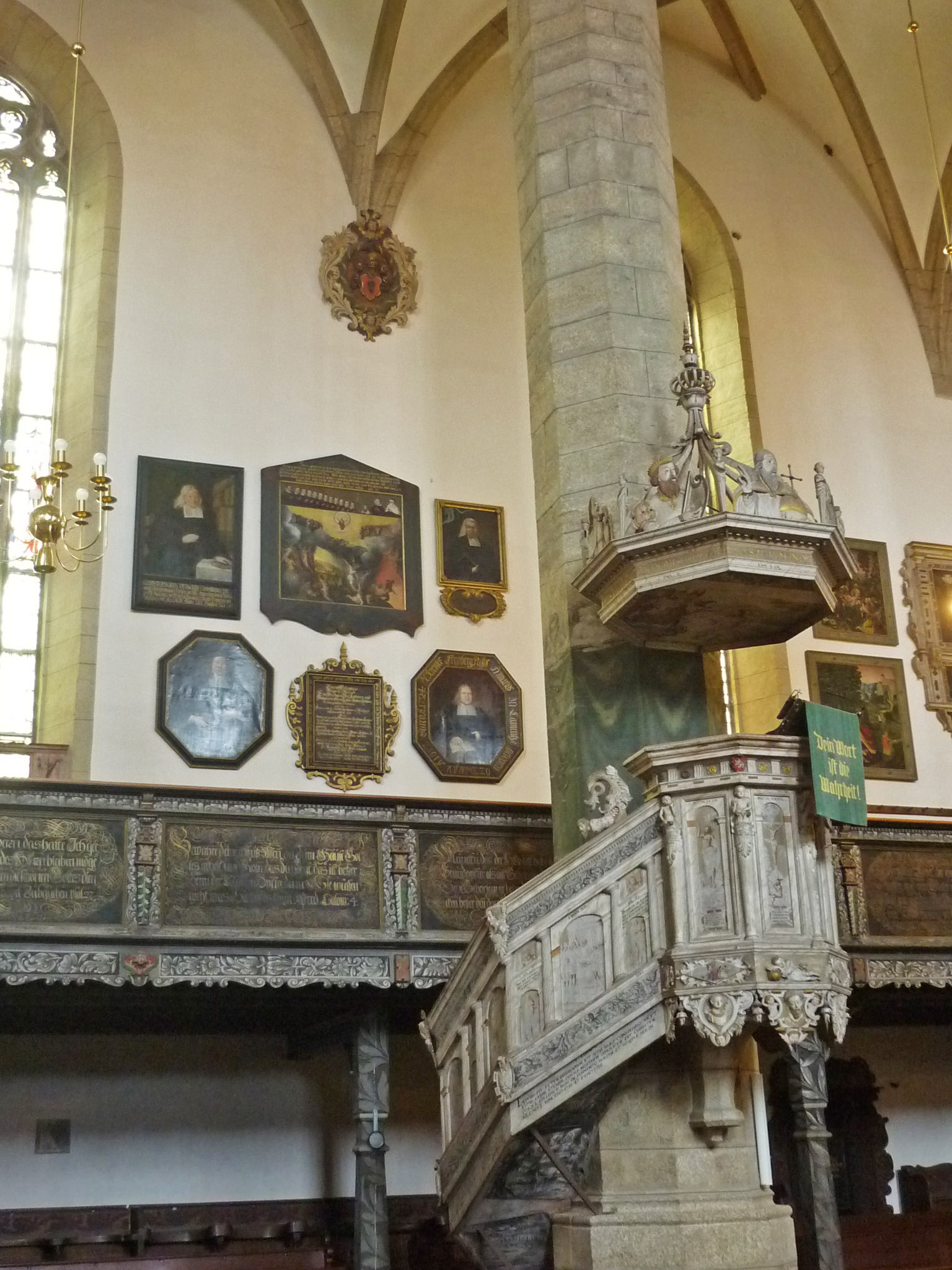
Kanzel

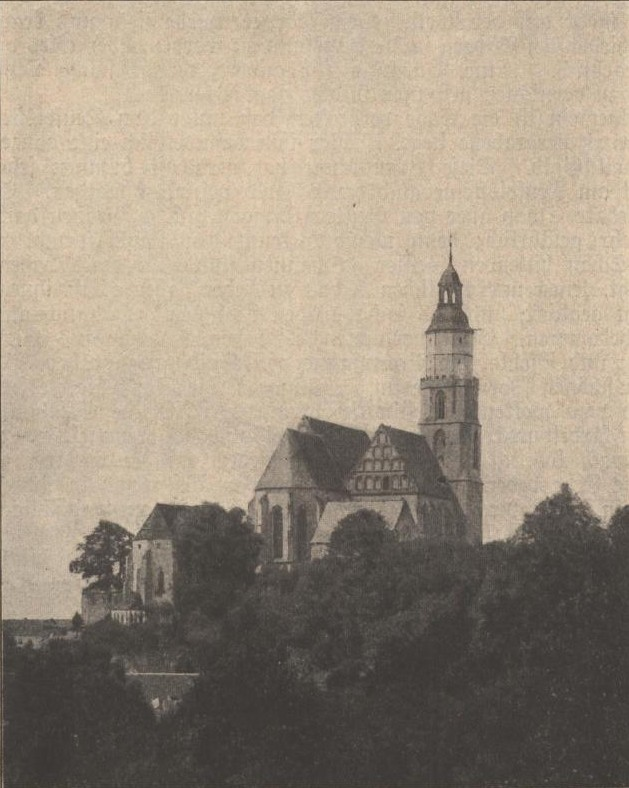
Ansicht um 1900

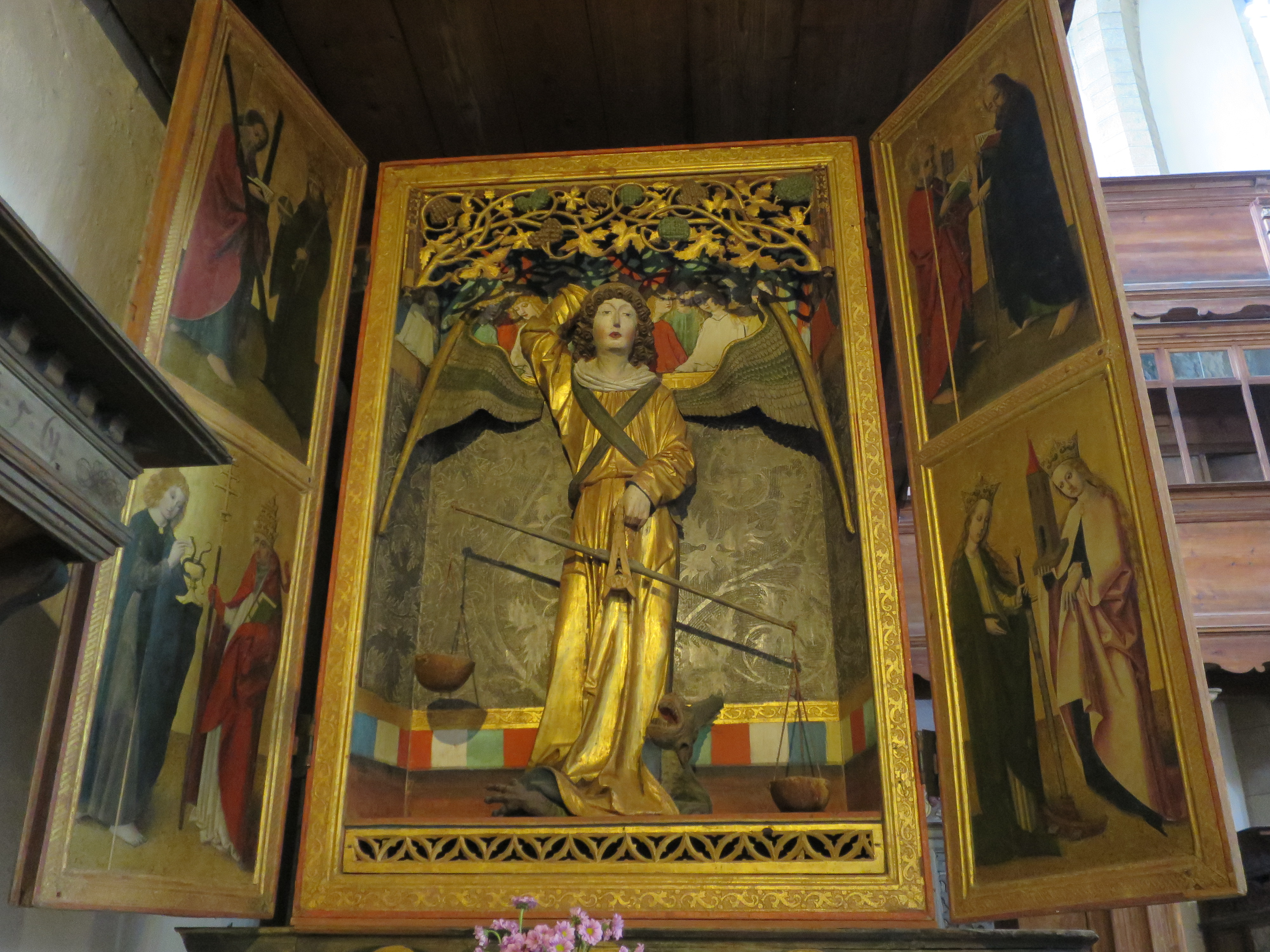
Michaelsaltar

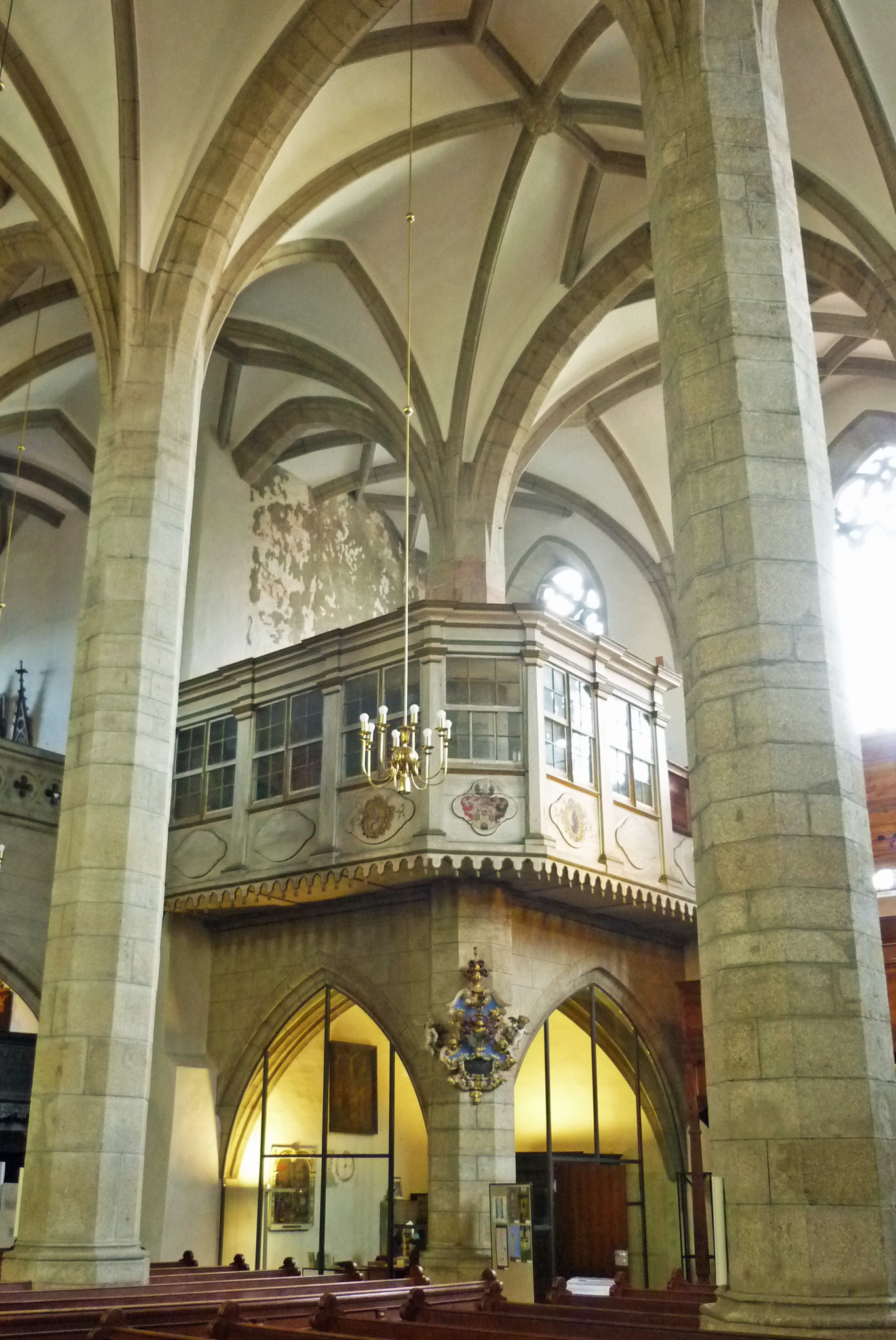
Betstube an der Ostwand des Turmes

Die evangelische Hauptkirche St. Marien in Kamenz im Landkreis Bautzen in Sachsen ist eine spätgotische Hallenkirche. Sie gehört zur Evangelisch-Lutherischen Kirchengemeinde Kamenz in der Landeskirche Sachsen und prägt das Stadtbild von Kamenz. In St. Marien wurde im Jahr 1729 Gotthold Ephraim Lessing von seinem Vater, dem Archidiakon Johann Gottfried Lessing, getauft.

## Baugeschichte
Die Kirche St. Marien besaß einen Vorgängerbau, dessen Langhaus beim Bau des heutigen Chors aus Granitquadern zu Ende des 14. Jahrhunderts noch existierte. Gleichzeitig mit dem Chor wurden die Sakristei und vermutlich auch der Turm an der Nordwestecke der Kirche errichtet. Nach 1430 wurde die Hallenkirche erbaut und nach 1450 eingewölbt. Gegen 1500 erhielt die Kirche die Backsteingiebel. 1793 wurde die Turmhaube erneuert. 1887 erfolgte eine Restaurierung durch Gotthilf Ludwig Möckel, der wertvolle Ausstattungsstücke zum Opfer fielen. 1908 fanden Umbauten an den Emporen durch Woldemar Kandler statt. 1992 begannen erneute Restaurierungsarbeiten.

## Architektur

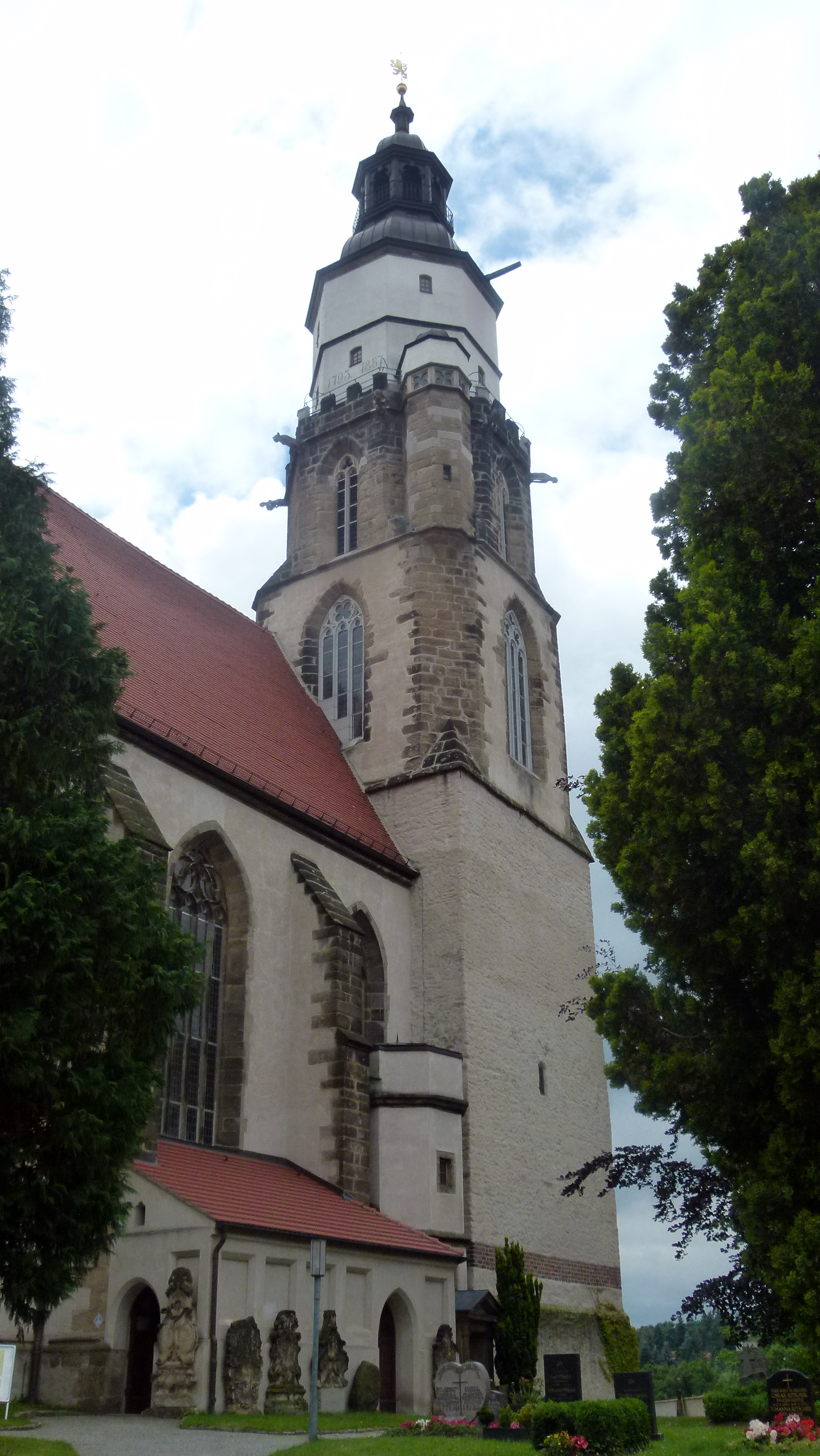
Turm

Die Hauptkirche St. Marien wurde auf dem höchsten Punkt der Stadt errichtet und hat daher eine besondere Wirkung in der Stadtsilhouette. Die Kirche ist eine vierschiffige, vierjochige Hallenkirche mit eingezogenem Chor, die aus Granit erbaut wurde. Der dreijochige Chor endet in einem Fünfachtelschluss. Der Turm ist in die Nordwestecke des Nordschiffs eingebaut und besitzt über einem quadratischen Untergeschoss zwei gotische Geschosse, das obere davon achteckig mit figürlichen Wasserspeiern und einen barocken, ebenfalls achteckigen Turmabschluss mit Haube und Laterne.
Das Innere mit nach Osten hin ansteigendem Fußboden zeigt durch das vierte Schiff eine großzügige Raumwirkung. Schlanke Spitzbogenfenster mit reichem Maßwerk erhellen das Innere. Die Gewölbe der Hallenkirche sind teils aus Dreistrahlfiguren entwickelt; es finden sich weiterhin Parallelrippengewölbe im Mittelschiff und im östlichen Chorjoch ein Sterngewölbe. Schlanke Achteckpfeiler, die kämpferlos in die Scheidbögen übergehen, tragen das Gewölbe. Portale an den Nordseiten des Chors und des Langhauses sowie ein Westportal mit reichen Profilierungen erschließen das Bauwerk. Das Bauwerk ist mit zwei ungleich hohen, parallelen Satteldächern gedeckt; das Hauptschiffsdach ist nach Westen mit einem hohen Giebel mit vieretagiger Blendengliederung versehen, während das Dach des Nordschiffs nach Osten einen Giebel mit Blendengliederung zeigt. Die Orgelempore von 1479 und die Ratsempore von 1480 im Inneren entstammen noch der gotischen Zeit und sind mit reichen Sterngewölben versehen.
Im Chor sind drei Zelebrantensitznischen mit Schmuckformen aus gotischer Zeit angeordnet. Eine an eine Monstranz erinnernde Sakramentsnische mit Kielbogenrahmen und vergitterter Tür ist gleichfalls noch mittelalterlich.
Die Kirche ist umgeben von einem Friedhof, dessen Mauer auf der stadtabgewandten Seite einst Teil der Stadtbefestigung war und auf dem zahlreiche historische Grabdenkmäler erhalten sind. Die Katechismuskirche ist dem Chor der Hauptkirche St. Marien unmittelbar benachbart.

## Ausstattung
Die Hauptkirche St. Marien enthält eine überaus reiche Ausstattung aus gotischer und aus nachreformatorischer Zeit. Von den ursprünglich über 20 Altären sind noch zwei Altäre am Ort ihrer ersten Aufstellung erhalten.

### Altäre
Der Hauptaltar von 1519 ist ein Flügelaltar mit reichem Rankenwerk und Gesprenge, der im Schrein die überlebensgroße Darstellung der Muttergottes mit dem Evangelisten Johannes und Johannes dem Täufer zeigt.

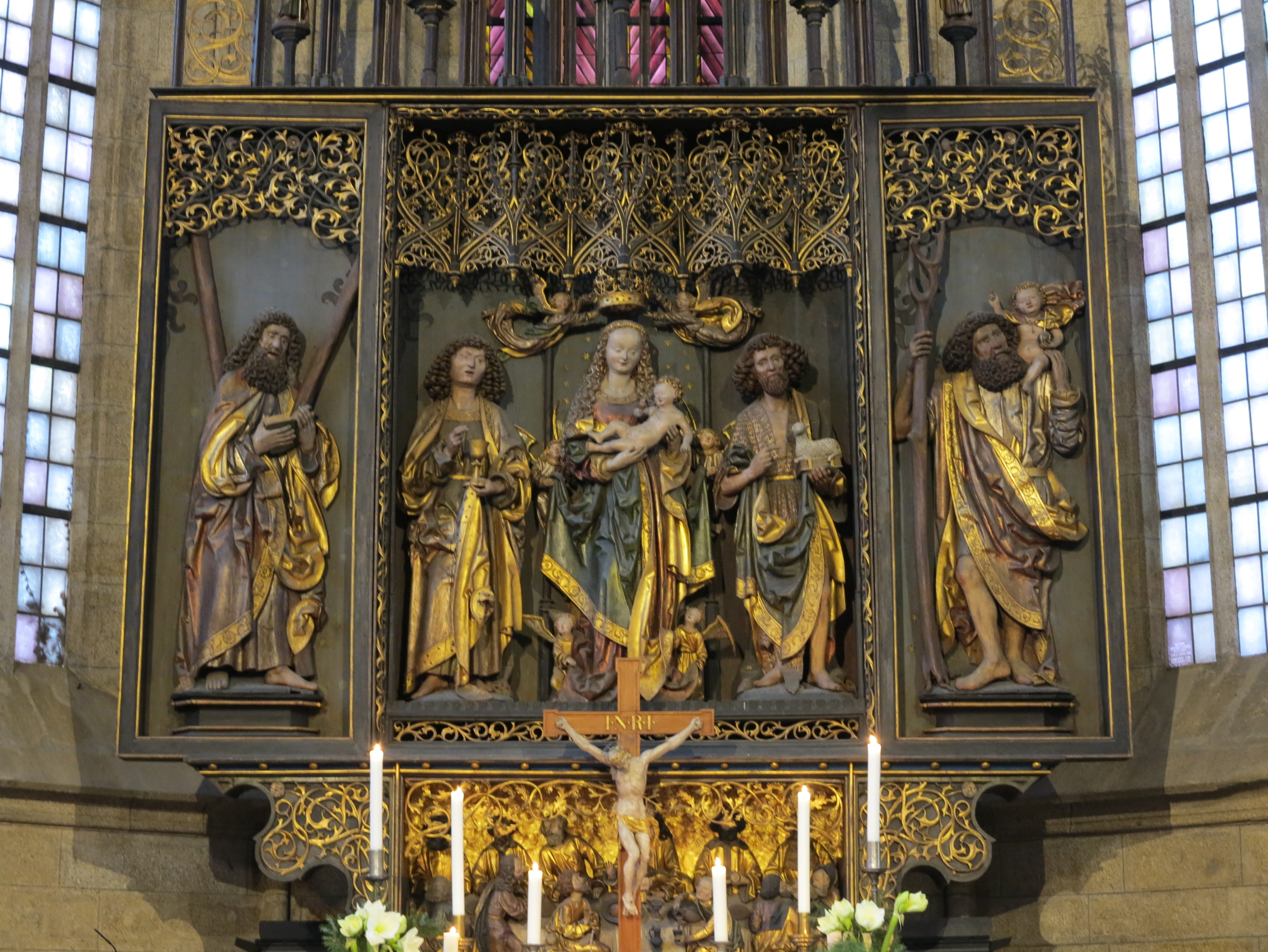
Hauptaltar Marienkirche Kamenz, Foto 25. Dezember 2023

In der Predella ist das Abendmahl in vollplastischen Figuren abgebildet. Reichgeschnitzte Baldachine bekrönen die Figuren. In den Flügeln finden sich die Heiligen Andreas und Christophorus. Im Gesprenge befinden sich fünf Heiligenfiguren in pyramidaler Aufstellung.
Bemerkenswert ist das Altarkruzifix aus Alabaster von 1630, das dem bedeutenden Dresdner Renaissancebildhauer Sebastian Walther zugeschrieben wird und aus einer Kreuzigungsgruppe stammt. Die zugehörige Marienfigur wurde 1945 zerstört, die Johannesfigur befindet sich im Stadtmuseum Dresden.
Der Michaelisaltar von 1498 ist als Seitenaltar im nördlichen Schiff aufgestellt. Er zeigt in der Predella Heilige in Halbfigurendarstellung, Anna selbdritt in der Mitte gerahmt von Hubertus und Johannes dem Täufer. Im Schrein ist Michael als Seelenwäger dargestellt. Die Flügel zeigen in je zwei Bildern Apostel Andreas und König Sigismund oben links, darunter Evangelist Johannes und Papst Gregor; auf der rechten Seite sind oben Petrus und Paulus und darunter die heilige Katharina und Barbara dargestellt.
Der Sakristeialtar von 1620 aus Holz und Alabaster befindet sich an der Ostwand des Nordschiffes. Er zeigt einen zweigeschossigen Aufbau mit Säulenstellungen und im Giebel die Wiederkunft Christi.

### Liturgische Ausstattung
Die Taufe in achteckiger Kelchform stammt aus dem 14. Jahrhundert. Die Triumphkreuzgruppe aus der Zeit um 1400 wurde nach einer Restaurierung 1935 wieder im Triumphbogen angebracht. Sie zeigt lebensgroße qualitätvolle Schnitzfiguren.
Bis 2011 wurden zahlreiche Kunstschätze der Kirchgemeinde in der Sakristei verwahrt, unter ihnen ein kleiner Reliquienkasten aus der Zeit um 1380/1400 mit zwei Armreliquiaren, ein kleines Flügelaltärchen von 1505 sowie eine Figur des Christkinds (Bornkindl) mit segnend erhobener Hand und Weltkugel aus der Zeit um 1500. Diese Objekte befinden sich jetzt als Leihgaben in der Dauerausstellung des kommunalen Sakralmuseums St. Annen (Klosterkirche St. Annen) in Kamenz.
Die Kanzel von 1566 ist ein Werk von Andreas Dreßler mit typologisch gegenüber gestellten Szenen aus dem Alten und Neuen Testament. Das Chorgestühl an der Nordwand des Chores stammt von 1560. Ein Lesepult im Chor wurde 1640 geschaffen und zeigt ein als Buchauflage gestaltetes Kapitell auf einer gewundenen hölzernen Säule.

### Weitere Ausstattung
Die Kirche beherbergt zahlreiche Gemälde, Tafel- und Votivbilder sowie Epitaphien. Besonders zu erwähnen ist davon ein dreiteiliges gemaltes Epitaph des Cranachschülers Wolf Krodel von 1543 in der Sakristei. In der Mitteltafel ist der Gekreuzigte dargestellt, in den Ecken finden sich Stifterwappen. Die äußeren Tafeln zeigen Darstellungen von Gericht und Gnade; auf der linken Tafel treiben Tod und Teufel Adam in die Hölle, weiterhin ist Moses, darüber Christus als Weltenrichter und der Sündenfall dargestellt, auf der rechten Tafel dazu antithetisch eine Darstellung von Christus als Erlöser.
Ein von Andreas Dreßler gemaltes Epitaph von 1554 mit der Darstellung des Jüngsten Gerichts befindet sich ebenfalls in der Sakristei. Ein Votivbild des gleichen Künstlers von 1585 mit der Darstellung eines alten Mannes und der Himmelfahrt in architektonischem Rahmen ist im Chor zu sehen. Ein weiteres Altargemälde von 1613, das die Scherflein der armen Witwe darstellt, wurde 1613 von Christoph Berger aus Kamenz geschaffen und befindet sich in der Ratsloge.
Ein großes Sandsteinepitaph wurde vermutlich von Zacharias Hegewald 1627 geschaffen und ist an der Südwand des Chores angebracht. Es zeigt in einem dreiteiligen Aufbau in der Sockelzone eine Schriftkartusche mit Wappen, im Mittelfeld Christus am Kreuz, flankiert von Nischen mit Petrus und Paulus und die Familie des Verstorbenen, darüber die Himmelfahrt und Gottvater auf der Weltkugel.
Mehrere Betstuben und Emporen sind im Langhaus untergebracht. Davon zu nennen ist eine Betstube an der Ostwand des Turmes aus der Zeit um 1660 sowie zwei gleichzeitige Betstuben an der Nordwand mit Säule und Knorpelwerk. Der Schumacherchor von 1675 befindet sich an der Südseite des Langhauses und zeigt an der Brüstung querrechteckige Felder mit aufgemalten Bibelsprüchen und Blattwerk auf dunkelgrauem Grund.
Der Finstere Chor von 1675 findet sich unter der Orgelempore an der Westwand und ist ähnlich wie der Schumacherchor bemalt. Die Lange Empore, eine zweigeschossige Empore in braunem Holzton, stammt aus den Jahren 1703 und 1709. Weitere zweigeschossige Emporen in gotisierenden Formen aus den Jahren 1830 und 1837 sind an der Nordwand angebracht.

### Orgel

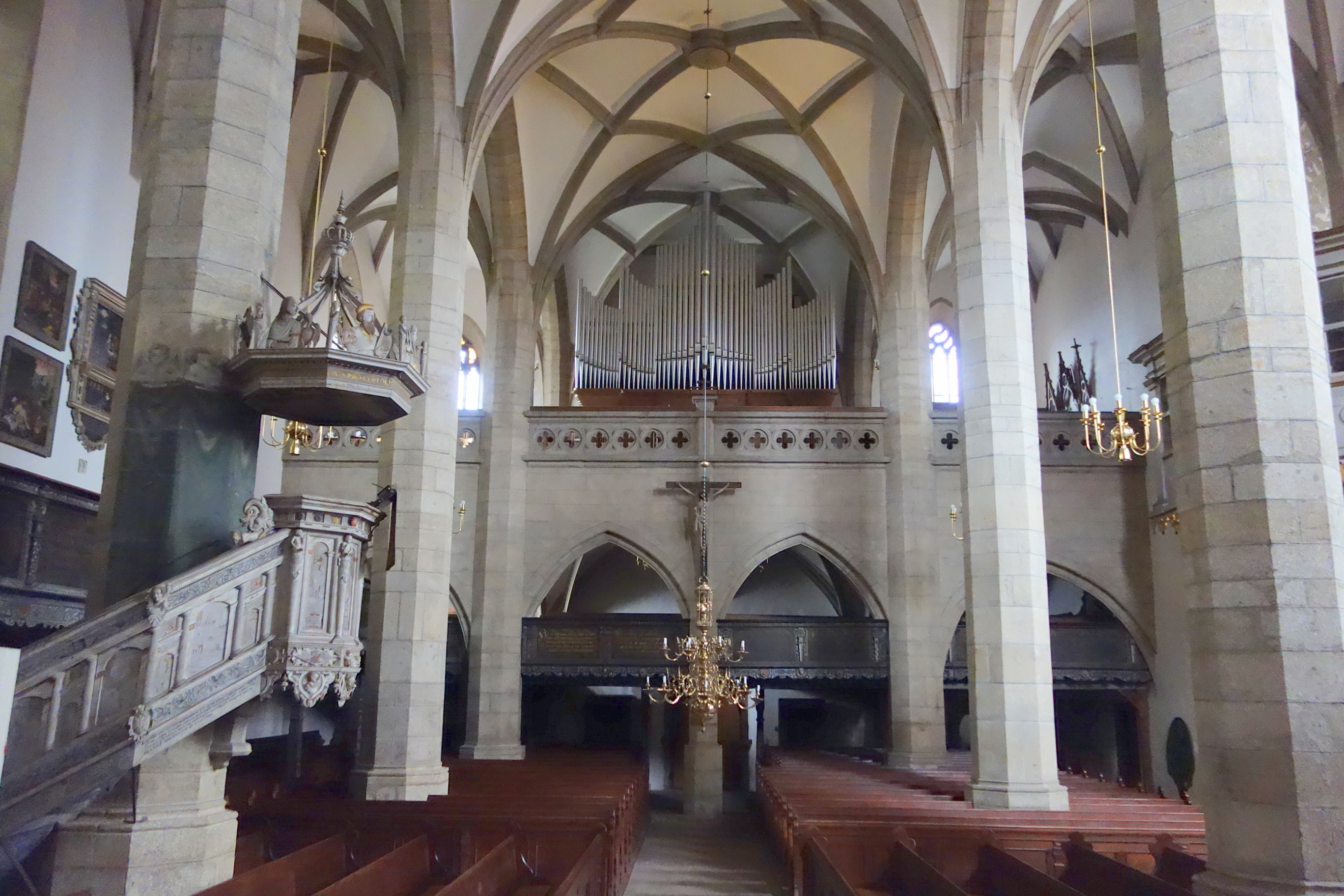
Blick zur Orgel

Die Orgel ist das Opus 573 der Firma E. F. Walcker & Cie. aus dem Jahr 1891, das von der Orgelbauanstalt Eule 1936 renoviert und im neobarocken Sinne umdisponiert wurde. Dabei wurde zeittypisch auch das Gehäuse zu einem Freipfeifenprospekt umgebaut. Sie hat nach einer Restaurierung 2005 durch die Firma Groß 42 Register auf drei Manualen und Pedal. Bis 1891 war eine Barockorgel vorhanden, die von Matthias Schurig 1682 erbaut worden war und 36 Register auf drei Manualen und Pedal enthielt. Das kursächsische Wappen des Orgelprospekts blieb erhalten und befindet sich an der Emporenbrüstung der Klosterkirche Kamenz. Seit 1936 hat das Werk folgende Disposition:
| I Hauptwerk C–f3 |         |
| Principal        | 16’     |
| Oktave           | 08’     |
| Gemshorn         | 08’     |
| Gedackt          | 08’     |
| Oktave           | 04’     |
| Rohrflöte        | 04’     |
| Quinte           | 02 ⁄3’  |
| Oktave           | 02’     |
| Terz             | 01 3⁄5' |
| Mixtur VI        | 02’     |
| Zimbel III       | 01⁄3’   |
| Fagott           | 16’     |
| Trompete         | 08’     |

| II Schwellwerk C–f3 |        |
| Quintaden           | 16’    |
| Praestant           | 08’    |
| Holzgedackt         | 08’    |
| Querflöte           | 04’    |
| Salicet             | 04’    |
| Principal           | 02’    |
| Quinte              | 01 ⁄3’ |
| Sifflöte            | 01’    |
| Sesquialtera II     | 02 ⁄3’ |
| Scharf IV           | 01’    |
| Trichterregal       | 08     |

| III Oberwerk C–f3    |        |
| Spitzflöte           | 08’    |
| Quintaden            | 08’    |
| Geigenschwebung      | 08’+4’ |
| Principal            | 04’    |
| Holzflöte            | 04’    |
| Nasard               | 02 ⁄3’ |
| Blockflöte           | 02’    |
| Klingende Zimbel III | 01’    |
| Rankett              | 16’    |

| Pedalwerk C–d1 |         |
| Principalbass  | 16’     |
| Subbass        | 16’     |
| Gedacktbass    | 16’     |
| Quintbass      | 10 2⁄3’ |
| Oktavbass      | 08’     |
| Oktave         | 04’     |
| Posaune        | 16’     |
| Trompete       | 08’     |
| Schalmei       | 04’     |

- Koppeln: II/I, III/II, III/I, I/P, II/P, III/P
- Effektregister: Zimbelstern
- Spielhilfen: Fundament, Pleno 1, Pleno 2, Organo Pleno, Tremulant III
- Kegelladen, mechanische Traktur, Spieltisch von 1891

Ein kleines Orgelpositiv im Chor von 1823 stammt vermutlich von der Orgelbaufirma Kayser, das Pfeifenwerk wurde 1935 von der Firma Eule erneuert.

## Geläut
Das Geläut besteht aus zwei Eisenhartgussglocken und drei Bronzeglocken, Glocke 6 (Steigerschelle) hängt nicht läutend als Uhrschlagglocke in der Laterne. Der Glockenstuhl und die gekröpften Joche sind aus Stahl gefertigt.
Im Folgenden eine Datenübersicht des Geläutes:
| Nr. | Gussdatum | Gießer                                 | Material      | Durchmesser | Masse   | Schlagton |
| --- | --------- | -------------------------------------- | ------------- | ----------- | ------- | --------- |
| 1   | 1729      | Glockengießerei Michael Weinhold       | Bronze        | 1407 mm     | 1890 kg | es′       |
| 2   | 1956      | Glockengießerei Schilling & Lattermann | Eisenhartguss | 1440 mm     | 1300 kg | f′        |
| 3   | 1956      | Glockengießerei Schilling & Lattermann | Eisenhartguss | 1198 mm     | 0760 kg | as′       |
| 4   | 1576      | Glockengießerei W. Hilliger            | Bronze        | 0967 mm     | 0483 kg | a′        |
| 5   | 1979      | Glockengießerei S. Schilling           | Bronze        | 0878 mm     | 0420 kg | b′        |
| 6   | 1568      | Glockengießerei W. Hilliger            | Bronze        | 1460 mm     | 1525 kg | des′      |